# Orthanthera
Orthanthera là chi thực vật có hoa trong họ Apocynaceae.

## Hình ảnh

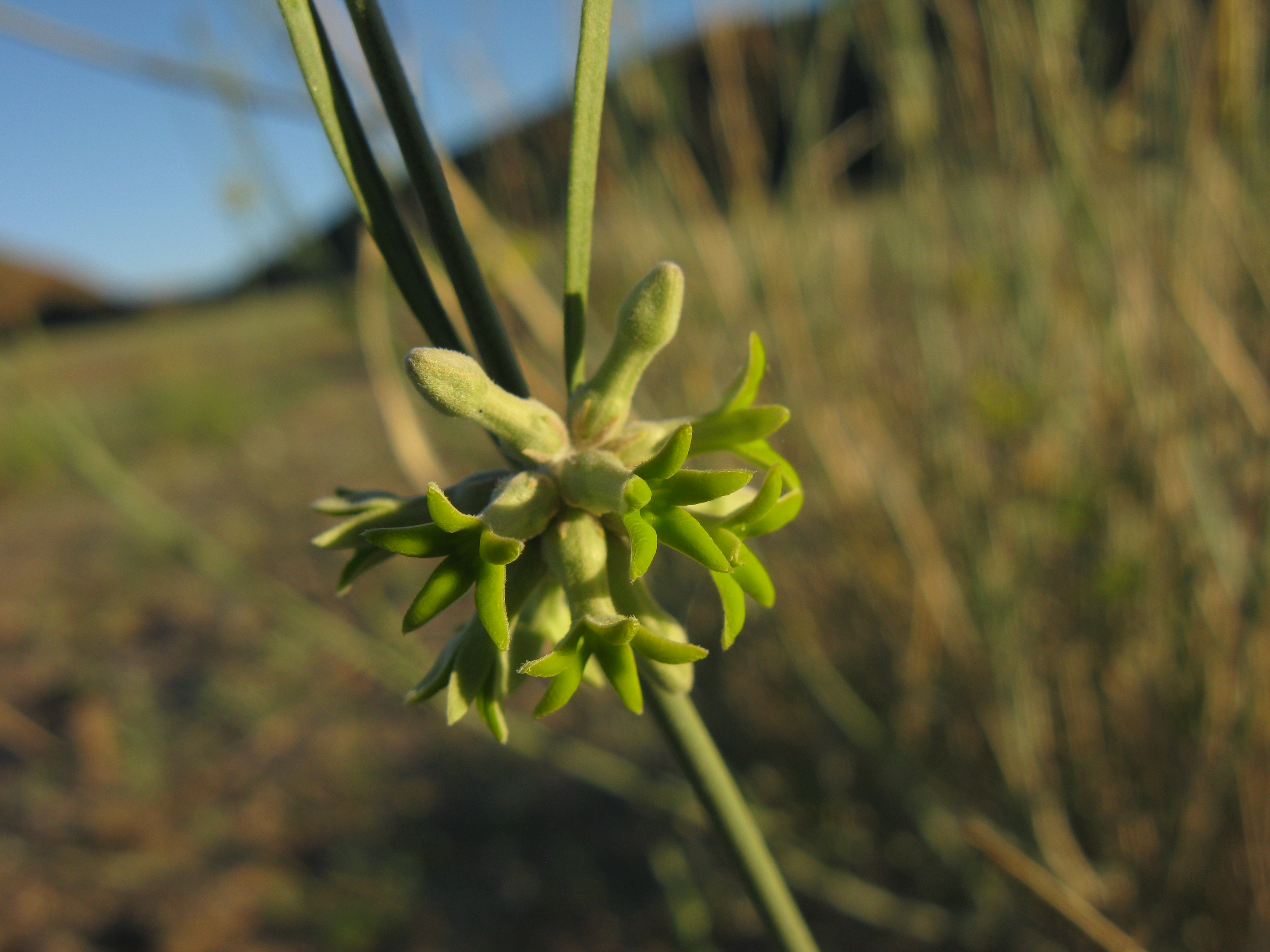